# Eriko Hatsune
 (juillet 2025).
Si vous disposez d'ouvrages ou d'articles de référence ou si vous connaissez des sites web de qualité traitant du thème abordé ici, merci de compléter l'article en donnant les références utiles à sa vérifiabilité et en les liant à la section « Notes et références ».
Eriko Hatsune (初音 映莉子, Hatsune Eriko) est une actrice japonaise née le 24 mars 1982 à Tokyo.

## Filmographie

### Cinéma
- 2000 : Uzumaki : Kiri Goshima
- 2000 : Oshikiri
- 2006 : Havu a, naisu dē
- 2007 : Appartement 1303 : Yukiyo Sugiuchi
- 2007 : Creep
- 2010 : La Ballade de l'impossible : Hatsumi
- 2011 : Mitsuko kankaku
- 2012 : Gāru
- 2012 : Crimes de guerre : Aya Shimada
- 2013 : Gacchaman : Naomi et Berg Katze
- 2014 : Bannou kanteishi Q: Mona Riza no hitomi
- 2014 : 25
- 2015 : Under Execution, Under Jailbreak : une femme
- 2017 : Tsuki to Kaminari
- 2019 : Little Zombies
- 2024 : Un parfait inconnu : Toshi Seeger

### Télévision
- 1999 : Rabirinsu : Miwa Kurasawa (11 épisodes)
- 2000 : Kimi ga oshiete kureta koto : Chihiro Nishizaki (12 épisodes)
- 2006 : Junjō Kirari : Ruriko Iwamizawa (6 épisodes)
- 2010 : Iryū: Team Medical Dragon : Kitagawa Hibiki (9 épisodes)
- 2011 : Ohisama : Keiko Miyashita (11 épisodes)
- 2015 : Watashi wo Mitsukete (4 épisodes)
- 2017 : Kounodori : Toko Takayama (3 épisodes)

### Jeu vidéo
- 2003 : Drakengard' : Furies